# Björn Jonson

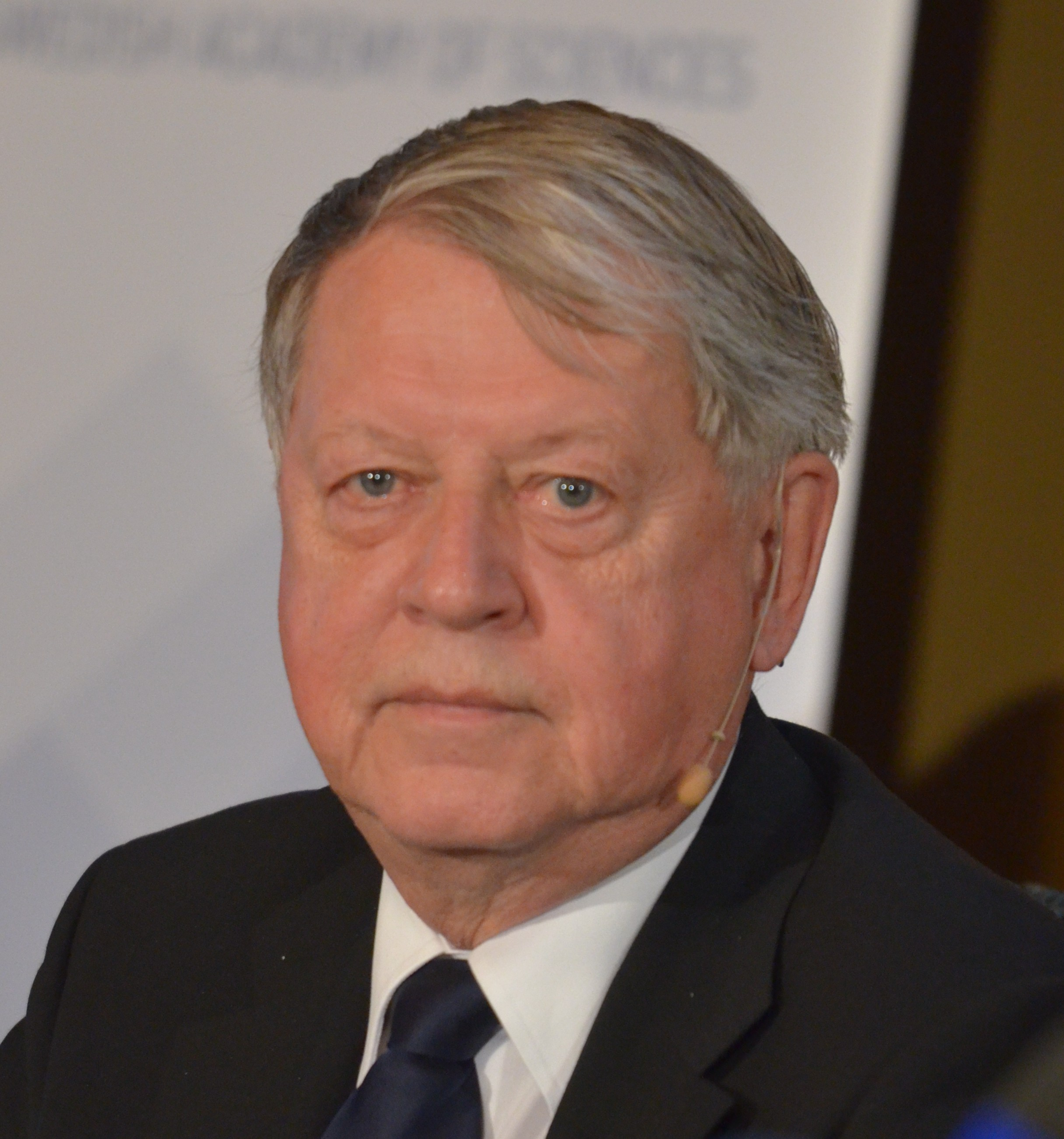
Björn Jonson 2012.

Björn Jonson, född 1941, är en svensk fysiker och professor. 

## Biografi
Jonson disputerade 1972 vid Chalmers tekniska högskola, och blev senare professor i subatomär fysik vid Chalmers. Han var också under många år verksam vid det schweiziska CERN-laboratoriet utanför Genève och har gett många doktorander möjligheten att genomföra en del av sin forskning där.
Han invaldes 1997 i Kungliga Vetenskapsakademien och är även ledamot i Kungliga vetenskaps- och vitterhetssamhället i Göteborg, Det Kongelige Danske Videnskabernes Selskab och den europeiska vetenskapsakademien Academia Europaea. Han var 2007–2013 ledamot av Vetenskapsakademiens Nobelkommitté för fysik. 
Jonsons vetenskapliga publicering har (2019) enligt Google Scholar över 18 000 citeringar och ett h-index på 71.

## Utmärkelser
- 1988 – ledamot av Det Kongelige Danske Videnskabernas Selskab[3]
- 1997 – ledamot av Kungliga Vetenskapsakademien[3]
- 1997 – Humboldt Research Award, Alexander von Humboldt-Stiftung[3]
- 1998 – ledamot av Kungliga vetenskaps- och vitterhetssamhället i Göteborg[3]
- 2001 – Fellow of the Institute of Physics[3]
- 2012 – Helmholtz International Fellow Award tillsammans med åtta forskare från Argentina, Frankrike, Storbritannien och USA. Priset ger möjlighet att gästforska vid forskningscentrumet GSI Helmholtz Centre for Heavy Ion Research i Tyskland.[2]

- 2018 – Lomonosovmedaljen i guld utdelad i Moskva den 30 mars av den ryska vetenskapsakademin, för sina omfattande insatser inom fundamental kärnfysik. Det betonas att Jonsons arbete är av grundläggande betydelse för studier av kärnstruktur och kärnstabilitet hos de allra lättaste exotiska kärnorna vid gränserna för nukleonstabilitet.[5][6]   Lomonosovmedaljen är namngiven efter den ryske vetenskapsmannen och universalgeniet Mikhail Lomonosov (1711-1765), och har delats ut årligen sedan 1959, varje gång till en rysk och en utländsk forskare.[5][7]